# 形容
| ウィキペディアには「形容」という見出しの百科事典記事はありません（タイトルに「形容」を含むページの一覧/「形容」で始まるページの一覧）。 代わりにウィクショナリーのページ「形容」が役に立つかもしれません。 |